# أكيبيا كويناتا
هي إحدى أغرب الفواكه في العالم , حيث أن مظهرها الخارجي لا يوحي أنها من الممكن أن تؤكل فشكلها يشبه حبة النقانق المشقوقه , وغالبا ما تجد عليها الكثير من الذباب , لكنها من الناحية الصحية جيده بعض الشيء . حيث أنها مدره للبول لأنها تحتوي 30% من أملاح البوتاسيوم

## معرض صور

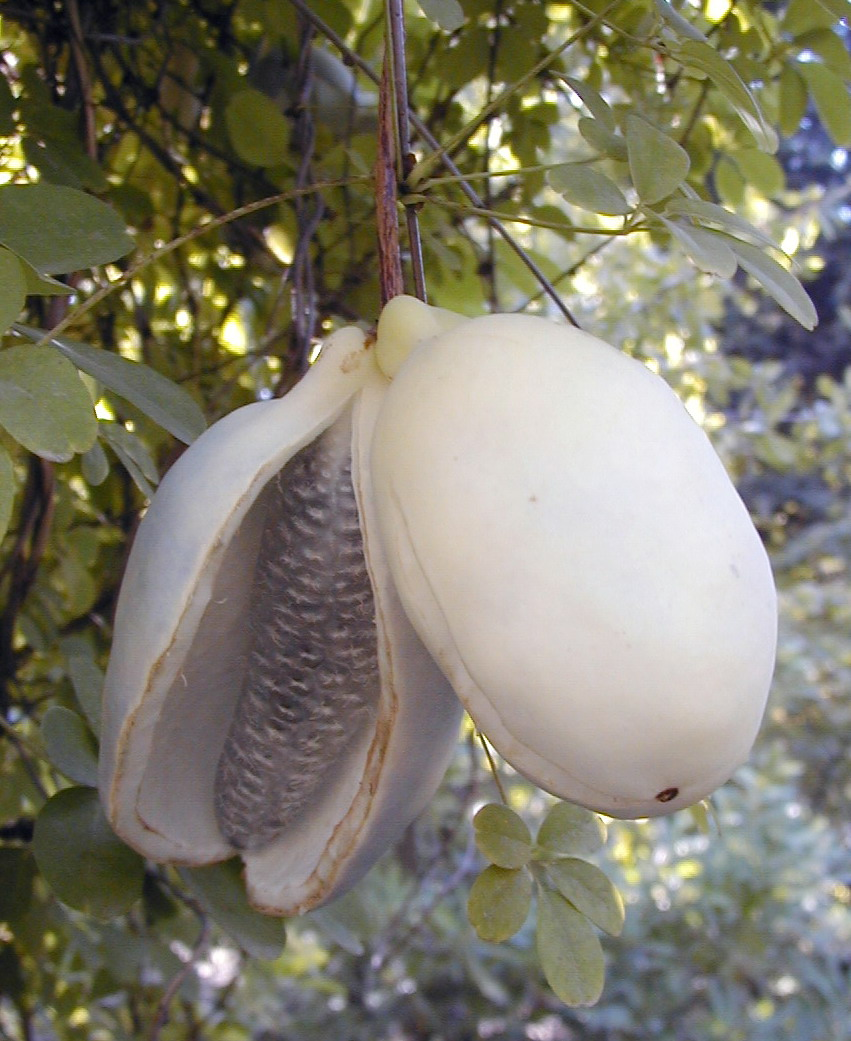
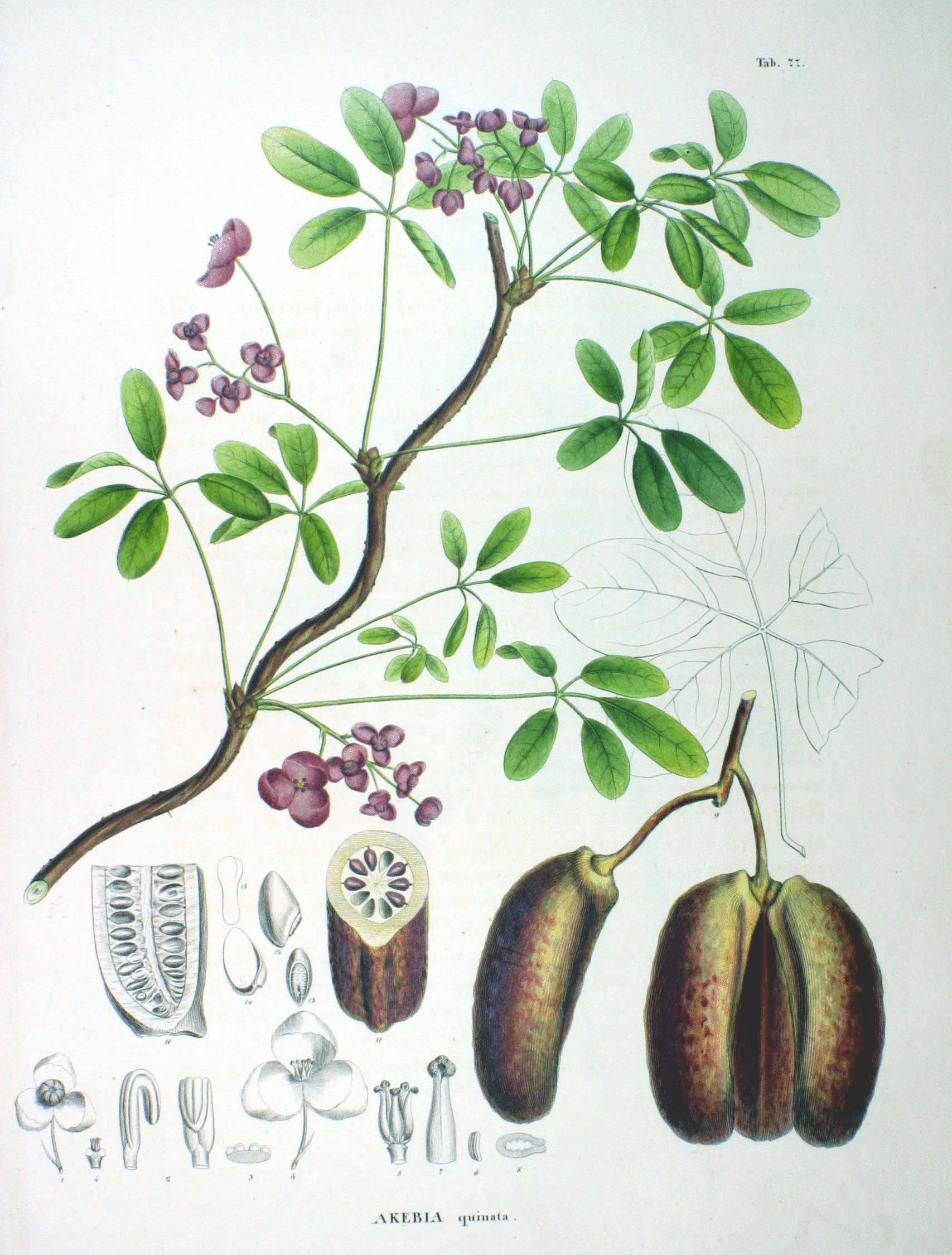
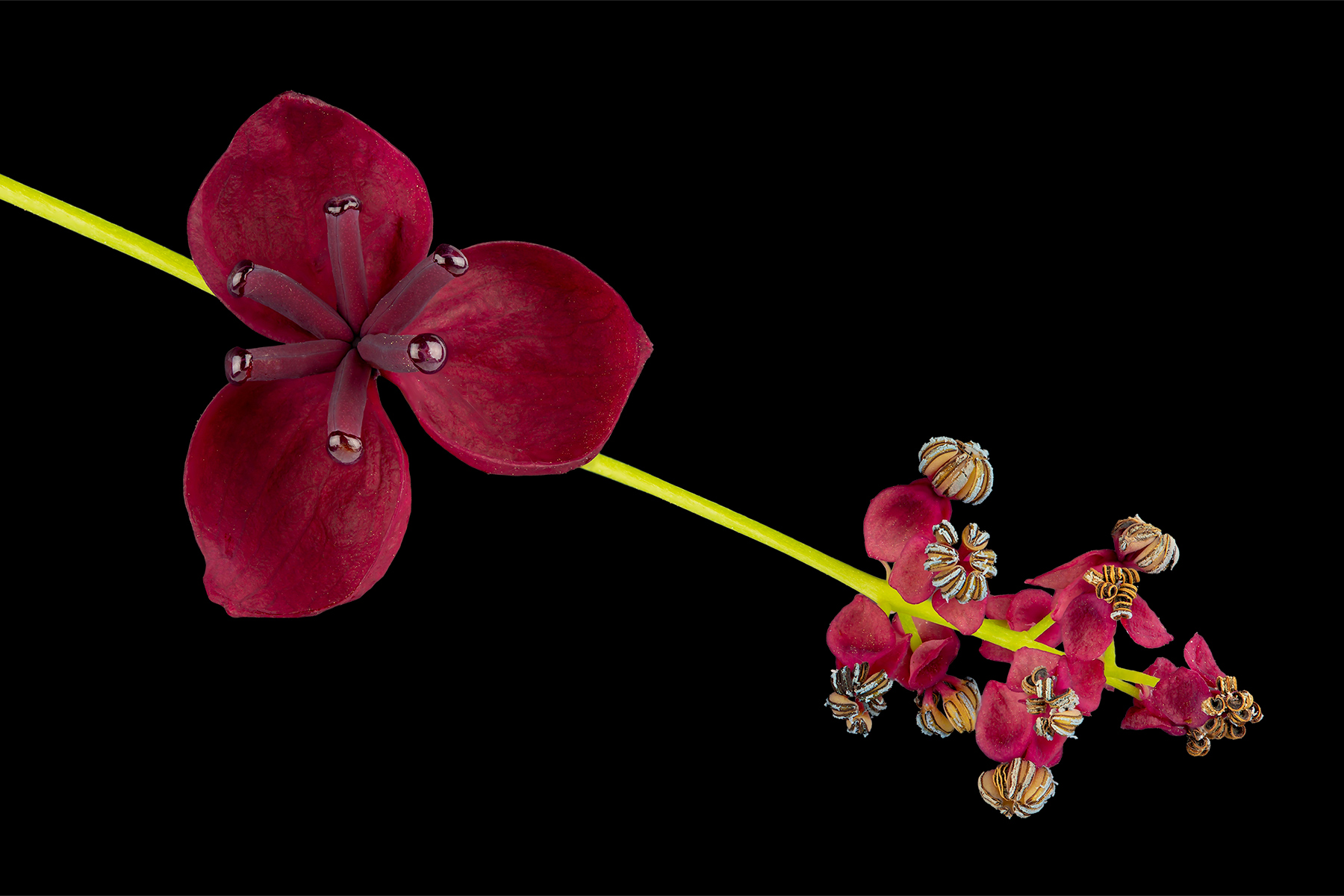
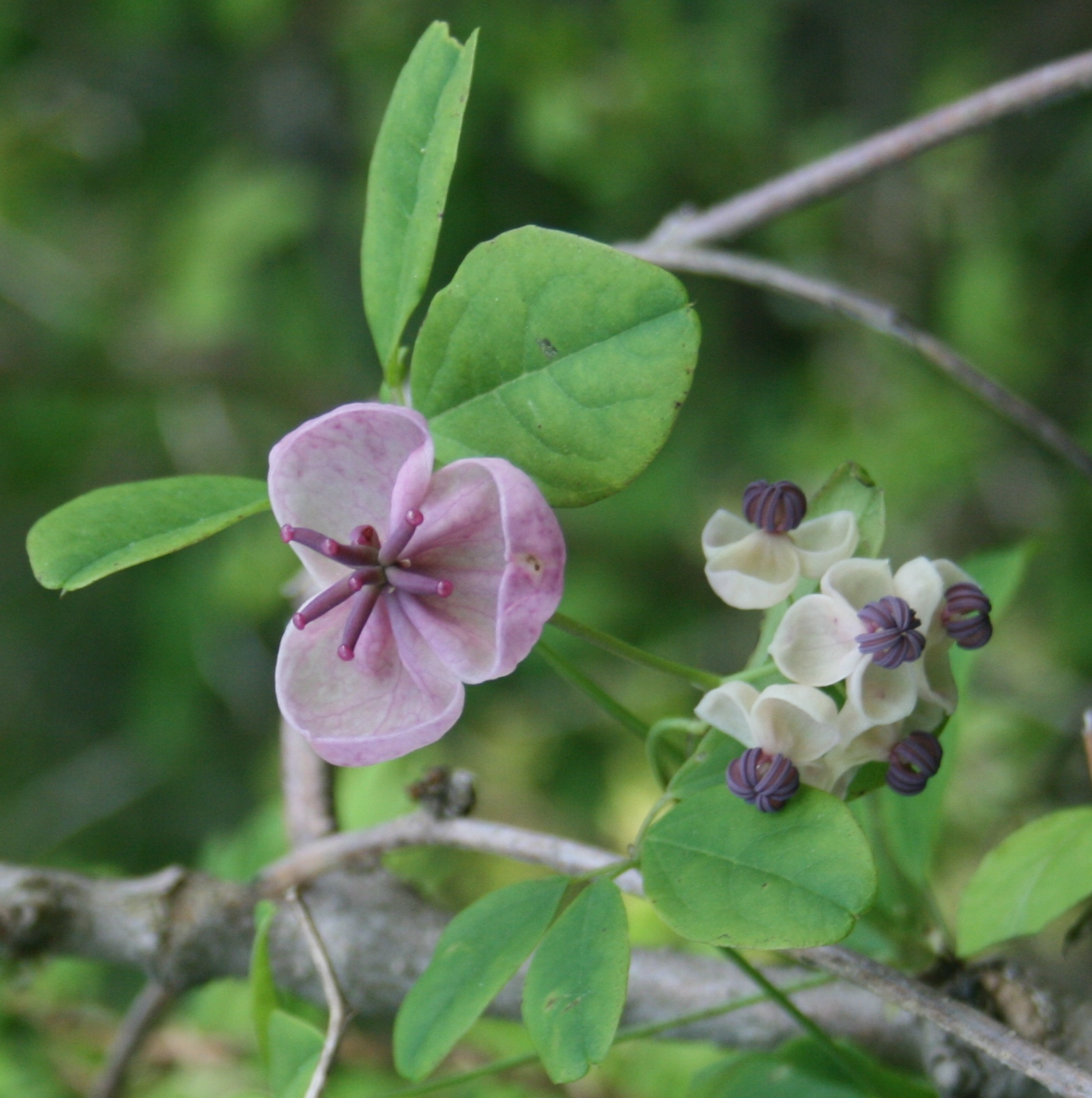